# البوسنة والهرسك في الألعاب الأولمبية
البوسنة والهيرسك في الألعاب الأولمبية تقوم اللجنة الأولمبية البوسنية بالإشراف في شؤون مشاركة البوسنة والهيرسك في الألعاب الأولمبية، شاركت البوسنة والهيرسك أول مرة في الألعاب الأولمبية في دورة 1992 في برشلونة في إسبانيا بعد إستقلالها من يوغوسلافيا، ولم تفز البوسنة والهيرسك حتى الآن بأي ميدالية في الألعاب الأولمبية.
في الألعاب الأولمبية الشتوية شاركت البوسنة والهيرسك أول مرة في دورة 1994 في ليلهامر في النرويج ولم تفز حتى الآن بأي ميدالية في هذه الألعاب.